# Byrrhinus seydeli
Byrrhinus seydeli är en skalbaggsart som först beskrevs av Delève 1968.  Byrrhinus seydeli ingår i släktet Byrrhinus och familjen lerstrandbaggar. Inga underarter finns listade i Catalogue of Life.